# 1937 في الجزائر
الأحداث من عام  1937 في الجزائر.

## الأحداث
- 11 مارس – تأسيس حزب الشعب الجزائري، ويعتبر امتدادا لنجم شمال إفريقيا، حضر الاجتماع التأسيسي أزيد من 300 مناضل وتم انتخاب مصالي الحاج رئيسا للحزب